# Contos Picarescos
Les Cent Contes drolatiques (em francês: 'Os Cem Contos Jocosos'), comumente traduzido como Contos Picarescos, é uma coleção de contos humorísticos do escritor francês Honoré de Balzac, baseada em Decamerão de Giovanni Boccaccio e influenciada por François Rabelais. As histórias são escritas em pastiche francês renascentista; embora o título prometa cem, apenas trinta foram publicadas, em grupos de dez em 1832, 1833, e 1837.

## Objetivos e temas
Balzac projetou uma centena de Contes drolatiques, baseando seu título no de Les Cent Nouvelles Nouvelles de Antoine de la Sale. Ele estava profundamente consciente da herança francesa do conte; ele provavelmente escreveu sua Théorie du conte (Teoria do conto) como uma introdução aos Contes drolatiques em 1851 ou no início de 1852. Ambientados na França medieval e renascentista, os Contes drolatiques buscam relembrar ao leitor uma era de ouro do caráter nacional francês, antes de ser contaminada pelo excesso de análise e pelo que o próprio Balzac chama de pudor hipócrita. Eles também usam o cenário remoto, bem como o distanciamento proporcionado pela linguagem arcaica, que combina uma franqueza surpreendente com uma circunlocução, para tratar de questões morais e políticas da época de sua composição. Balzac escreveu para sua futura esposa, a Condessa Hańska, descrevendo-as como um "arabesco" que ele estava tecendo em torno de seus romances e contos contemporâneos, A Comédia Humana, e prevendo que elas seriam seu "principal título para a fama nos dias vindouros". Algumas histórias se relacionam de maneira obscena com livros da Comédia Humana, e as histórias como um todo apresentam um comentário sexualmente orientado, às vezes obsceno, sobre a história e suas representações convencionais.
Em seu prefácio à primeira edição de dez contos em 1832, Balzac compara seus contos ao Decamerão de Boccaccio. O prólogo dos contos dá o tom ao mesmo tempo em que invoca Rabelais: "Este é um livro do mais alto sabor, cheio de alegria sincera, temperado ao paladar dos ilustres e preciosíssimos tolos e bebedores, a quem nosso digno compatriota, a eterna honra de Touraine, François Rabelais, se dirigiu."

## Linguagem
A coleção traz o subtítulo Colligez ez abbayes de Touraine et mis en lumiere par le sieur de Balzac pour l'esbattement des pantagruelistes et non aultres ('Recolhido nas abadias de Touraine e apresentado pelo Sieur de Balzac para deleite dos Pantagruelistas e não de outros'). As histórias são escritas em um pastiche do francês antigo, que foi caracterizado como "uma enxurrada de arcaísmo" e "intencionalmente opaco". Além de arcaísmos e grafias arcaizadas, inclui palavras aprendidas e inventadas; Balzac referiu-se a ela como uma languaige babilefique ('linguagem babelífica'). Isso cria distanciamento, mas as histórias não são situadas em nenhum momento específico, evocando uma era de ouro indefinida da França. O objetivo declarado de Balzac era escrever em um idioma puramente francês, livre do artifício de termos estrangeiros: ung françois pour luy seul, oultre les mots bizarres ... phrazes d'oultre mer et jargons hespagnioles advenuz par le faict des estrangiers ("uma língua francesa por si só, sem as palavras bizarras[,] ...palavras estrangeiras e pedaços de jargão espanhol anexados a ela por meio das ações de estrangeiros"). Ao anunciar o terceiro grupo de histórias em 1837, ele acrescentou que desejava evitar afrontas à modéstia usando uma forma ainda inocente da linguagem: la forme de son linguayge aduers le temps où les mots ne auoyent point mauluoyse senteur ("a forma da linguagem [do autor] da época em que as palavras não tinham nenhum significado ruim").

## História da publicação
Balzac começou a trabalhar nos Contes drolatiques como resultado de artigos satíricos que ele estava escrevendo em 1830; "La Belle Impéria" [ fr ], o primeiro, foi baseado em um artigo intitulado "L'Archevêque" e apareceu pela primeira vez após algumas modificações em seu conteúdo escandaloso, em junho de 1831 na Revue de Paris. Balzac publicou então três grupos de dez em 1832, 1833, e 1837, com os editores parisienses Charles Gosselin [ fr ] e Edmond Werdet. O grupo de 1832 é permeado pelo prazer, situado num mundo de satisfação imediata dos desejos, com a humanidade como uma criatura entre outras e o sexo como uma expressão da natureza entre outras. O grupo de 1833 torna-se cada vez mais sombrio, permeado pela frustração e voltando-se cada vez mais para personagens enganados e atormentados. O grupo final, publicado após períodos de dúvida e da destruição de alguns rascunhos em um incêndio, mostra referências mais irônicas à vida contemporânea e à trama complexa que a série tentou evitar; algumas das histórias parecem novelescas.

### Ilustrações
Uma edição de 1855 com ilustrações de Gustave Doré está entre as ilustrações de livros mais notáveis do artista. Os Contes drolatiques também foram ilustrados por Albert Robida, Albert Dubout e, em algumas de suas últimas obras concluídas, Mervyn Peake.

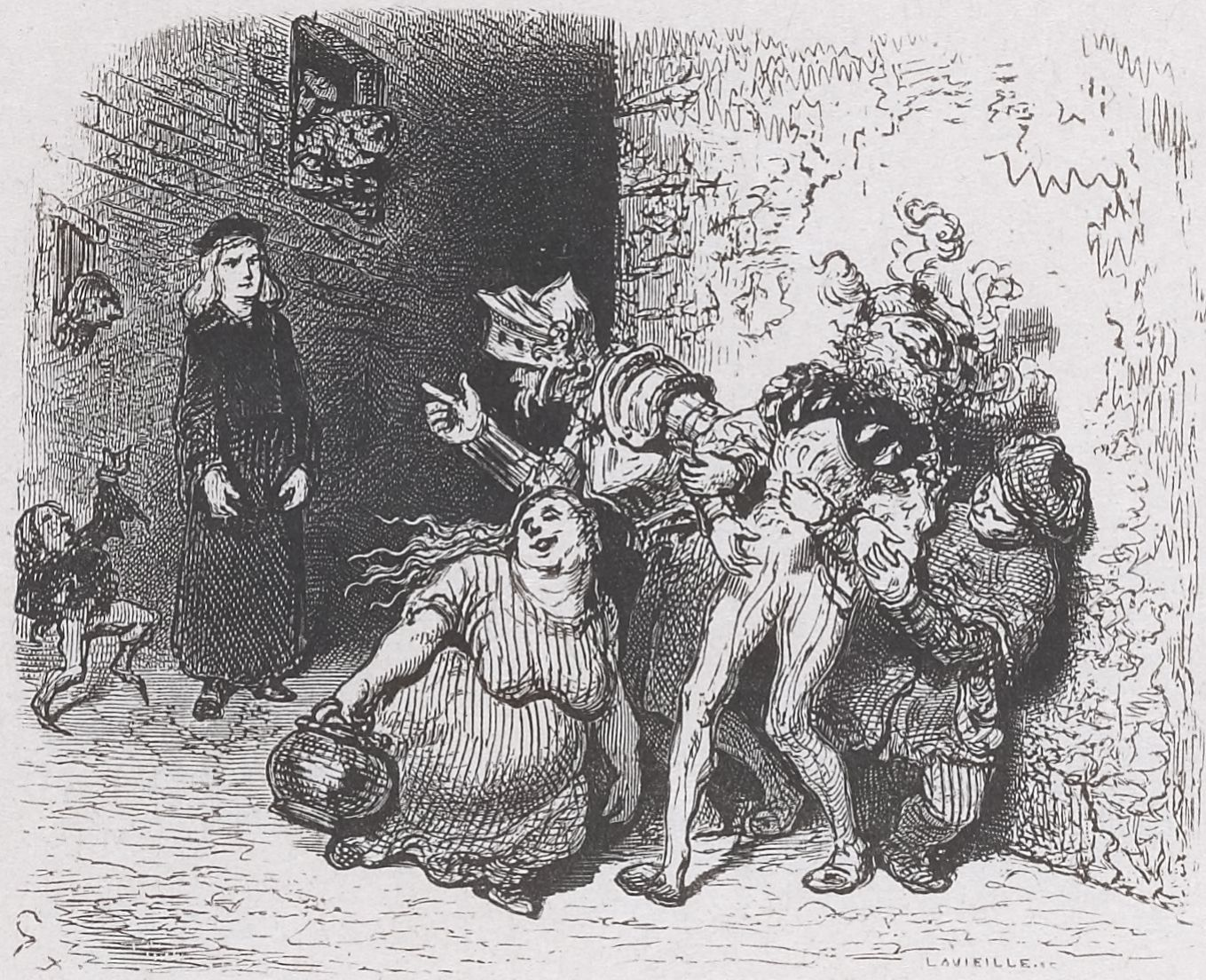
Um padre na parte ruim da cidade, ilustrado por Gustave Doré

## Recepção
As histórias não foram bem recebidas e são menos conhecidas do que outras obras de Balzac. George Sand os chamou de "indecentes"; um crítico os chamou de "contos nos quais todas as concupiscências da carne são liberadas, satisfeitas e deixadas à solta em meio a uma bacanal de Príapos corados"; Alphonse de Lamartine os descreveu como "volumes fúteis e um tanto cínicos". Além disso, o conto estava na moda quando o primeiro grupo foi publicado, mas o gosto começou a se voltar contra ele em 1833.
Desde a morte de Balzac, os críticos ficaram intrigados pelos contrastes entre os Contes drolatiques e os romances que Balzac escreveu no mesmo período, Louis Lambert e Séraphîta. Roland Chollet argumentou que suas obras humorísticas "serviram a Balzac como um espaço experimental", e para Stefan Zweig, tais escritos díspares realizados simultaneamente "[poderiam] ser explicados apenas pelo seu desejo de testar seu próprio gênio", estabelecendo assim as bases para sua Comédia Humana como um arquiteto "calculando e verificando as dimensões e tensões" de um edifício projetado. Alguns os consideraram pouco apreciados em suas obras.

## Personagens históricos
Ao escrever os contos, Balzac foi inspirado por muitas figuras históricas. Uma história é sobre Scipion Sardini [ fr ], Conde de Chaumont (1526–1609), banqueiro de Henrique III e Catarina de Médici e dono do Château de Chaumont, que em "La Chière nuictée d'amour" [ fr ] se apaixona perdidamente pela esposa do advogado parisiense Pierre des Avenelles [ fr ], o caso ocorrendo no contexto dos preparativos para a conspiração de Amboise. Os protagonistas que se envolvem em situações picantes em "Le Péché véniel" [ fr ] são o Seigneur de Rochecorbon, um membro da Casa de Amboise; o Conde de Montsoreau; e Jeanne de Craon. Na primeira história, "La belle Impéria" [ fr ], o Bispo de Chur, secretário do Arcebispo de Bordeaux, é seduzido e ameaçado de excomunhão por cometer pecados da carne.

## Conteúdos
Esta lista é a da 13ª edição de Garnier Frères [ fr ], Paris 1924. Cada grupo de dez é emoldurado por um prólogo e um epílogo, e a primeira edição também incluía um Avertissement du Libraire no qual Balzac se dirigia ao leitor; isso foi reimpresso na 5ª edição da editora (1855) e nas edições subsequentes.

### Primeiro grupo
- "La belle Impéria" [ fr ]
- "Le Péché véniel" [ fr ]
- "La Mye du Roy"
- "L'Héritier du Diable"
- "Les Ioyeulsetez du roy Loys le unziesme"
- "La Connestable"
- "La pucelle de Thilhouze"
- "Le Frère d'armes"
- "Le Curé d'Azay-le-rideau"
- "L'Apostrophe"

### Segundo grupo
- "Les trois Clercs de Saint-Nicholas"
- "Le Ieusne de Françoys premier"
- "Les bons Proupos des religieuses de Poissy"
- "Comment feut basty le chasteau d'Azay"
- "La faulse Courtizane"
- "Le Dangier d'estre trop coquebin"
- "La Chière nuictée d'amour" [ fr ]
- "Le Prosne du ioyeulx curé de Meudon"
- "Le Succube"
- "Desespérance d'amour"

### Terceiro grupo
- '"Persévérance d'amour"
- "D'ung iusticiard qui ne se remembroyt les chouses"
- "Sur le Moyne Amador, qui feut ung glorieux Abbé de Turpenay"
- "Berthe la repentie"
- "Comment la belle Fille de Portillon quinaulda son iuge"
- "Cy est demonstré que la Fortune est touiours femelle"
- "D'ung paouvre qui avait nom le Vieulx-par-chemins"
- "Dires incongrus de trois pèlerins"
- "Naifveté"
- "La belle Impéria mariée"